# 7e cérémonie des Tony Awards
La 7e cérémonie des Tony Awards, présentée par l'American Theatre Wing, a eu lieu le 29 mars 1953 à l'hôtel Waldorf-Astoria, à New York. Les Antoinette Perry Awards for Excellence in Theatre, plus communément appelés Tony Awards, reconnaissent les réalisations à théâtrales de Broadway. 

## Cérémonie
La présentatrice était Faye Emerson. L'événement a été diffusé à la radio par la National Broadcasting Company. 

### Production
| Récompense   | Gagnant(e) |
| ------------ | --- |
| Best Play    | The Crucible d'Arthur Miller. Produit par Kermit Bloomgarden.                                                                                                |
| Best Musical | Wonderful Town. livret de Joseph Fields et Jerome Chodorov, musique de Leonard Bernstein, paroles de Betty Comden et Adolph Green. Produit par Robert Fryer. |

### Performance
| Récompense                         | Gagnant(e)                            |
| ---------------------------------- | ------------------------------------- |
| Best Actor in Play                 | Tom Ewell, The Seven Year Itch        |
| Best Actress in a Play             | Shirley Booth, The Time of the Cuckoo |
| Best Actor in a Musical            | Thomas Mitchell, Hazel Flagg          |
| Best Actress in a Musical          | Rosalind Russell, Wonderful Town      |
| Best Featured Actor in a Play      | John Williams, Dial M for Murder      |
| Best Featured Actress in a Play    | Beatrice Straight, The Crucible       |
| Best Featured Actor in a Musical   | Hiram Sherman, Two's Company          |
| Best Featured Actress in a Musical | Sheila Bond, Wish You Were Here       |

### Artisans
| Récompense                          | Gagnant(e)                                                 |
| ----------------------------------- | ---------------------------------------------------------- |
| Director-Play                       | Joshua Logan, Picnic                                       |
| Choreographer                       | Donald Saddler, Wonderful Town                             |
| Scenic Designer                     | Raoul Pene Du Bois, Wonderful Town                         |
| Costume Designer                    | Miles White, Hazel Flagg                                   |
| Best Conductor and Musical Director | Lehman Engel, Wonderful Town et Gilbert et Sullivan Season |
| Best Stage Technician               | Abe Kurnit, Wish You Were Here                             |

Des prix spéciaux ont été remis à Beatrice Lillie, pour An Evening with Beatrice Lillie, Danny Kaye, pour avoir dirigé un projet de loi sur les variétés au Palace Theatre et au Théâtre communautaire Equity.